# Karl-Heinz Baum
Karl-Heinz Baum (* 29. Mai 1941 in Breslau) ist ein deutscher Autor und Journalist. Seit 2003 arbeitet er als freier Journalist und Autor. Er war als DDR-Korrespondent der Frankfurter Rundschau Zeitzeuge des Mauerfalls und der deutschen Einheit.

## Leben
Karl-Heinz Baum wurde 1941 in Breslau (Schlesien) geboren. Im April 1945 floh die Familie in den Hamburger Vorort Halstenbek, dort und in Hamburg, Kiel und Bremen verbrachte er seine Jugend. Nach dem Abitur studierte er Geschichte, Politische Wissenschaft, Publizistik und Soziologie an der Freien Universität Berlin und an der Johannes-Gutenberg-Universität Mainz.
1966 begann er als Journalist und Parlamentsberichterstatter für Rheinland-Pfalz und das Saarland in Mainz zu arbeiten. Er schrieb unter anderem für Die Zeit, die Frankfurter Rundschau, Allgemeine Zeitung (Mainz), Badische Zeitung (Freiburg), Darmstädter Echo, Kieler Nachrichten, Kölner Stadt-Anzeiger, Neue Osnabrücker Zeitung, Stuttgarter Nachrichten, Süd-Kurier (Konstanz) und den Weser-Kurier (Bremen).
1977 ging er für die Frankfurter Rundschau als Korrespondent in die DDR. 1985–89 war er zugleich DDR-Korrespondent der Westdeutschen Allgemeine Zeitung (Essen). Baum verstand seine Arbeit als Einmischen von Berufs wegen, und ihm wurde ein besonderes Verhältnis zu den Menschen in der DDR nachgesagt. Als einer von vier westdeutschen DDR-Korrespondenten berichtete er über die Beerdigung des letzten an der Mauer erschossenen Flüchtlings, des 20-jährigen Kellners Chris Gueffroy.
Am 9. November 1989 nahm er an der Pressekonferenz teil, in der der DDR-Politiker Günther Schabowski einen Beschluss des SED-Zentralkomitees verlas, der zur Öffnung der innerdeutschen Grenze führte. In der Nacht war Baum am Grenzübergang Bornholmer Straße unter den Menschen, die die Grenzöffnung feierten. Sein Artikel In dieser Nacht ging Berlin nicht schlafen – Das Gefühl in einem Kerker gelebt zu haben und die ersten Trophäen der Reisefreiheit in der Hand zu halten erschien am 11. November 1989 in der Frankfurter Rundschau. Der Beitrag wurde zum 10. und 25. Jahrestag des Mauerfalls mit kleinen Ergänzungen in der Frankfurter Rundschau erneut gedruckt.
Von 1990 bis 2003 war er im Berliner Büro der Frankfurter Rundschau tätig und berichtete vor allem über Geschehnisse in Zusammenhang mit der deutschen Einheit, die Aufarbeitung der DDR-Vergangenheit und das Wirken der Staatssicherheit der DDR (Stasi). Nach 2003 berichtete Baum weiter als freier Autor über diese Themen. Seit 2004 führt Baum für die Bundesstiftung zur Aufarbeitung der SED-Diktatur Interviews mit ehemaligen in der DDR akkreditierten westlichen Journalisten. Unter den bisherigen Interviewpartnern war auch der Fotoreporter Klaus Mehner.
2014 wurde Baum als Westkorrespondent für seine Verdienste um die Vermittlung der historischen Ereignisse des Mauerfalls in der Kategorie „Person“ von der Bundeszentrale für politische Bildung ausgezeichnet.
Er lebt in Berlin, ist verheiratet und hat drei Kinder.

## Veröffentlichungen (Monographien)
- (mit Karl-Heinz Jürgens): DDR – Städte und Menschen, München 1990 (Bildband).
- Thüringen – Ein Streifzug durch Orte, Landschaften und Geschichte, Frankfurt 1994.
- Die friedliche Revolution, Berlin 2009.
- (mit Roland Walter): „...ehrlich und gewissenhaft...“ – Mielkes Mannen gegen das Neue Forum, Berlin 2009.
- (mit Thomas Schiller (Hrsg.)): Mit Kerzen haben sie nicht gerechnet, Leipzig 2015.
- Kein Indianerspiel, Reportagen eines Westjournalisten. ausgewählt und herausgegeben von Jürgen Klammer, Berlin 2017.

## Mitarbeit an Büchern im Verlag zba,buch
- Erna Huth, Michael Weber: … und half mir mit Gottes Hilfe selbst. Berlin 2004.
- Sigrid Paul: Mauer durchs Herz. 2. Auflage. Berlin 2008.
- Sigrid Paul: Wall through my heart, Berlin 2009.
- Westphal, Keseberg-Alt (Hrsg.): Geraubte Jugend russische Jugendliche in deutschen Arbeitslagern. Berlin 2011.
- Gilbert Furian: Mehl aus Mielkes Mühlen. 3. erw. Auflage. Berlin 2012.